# ユンカース ユモ 205

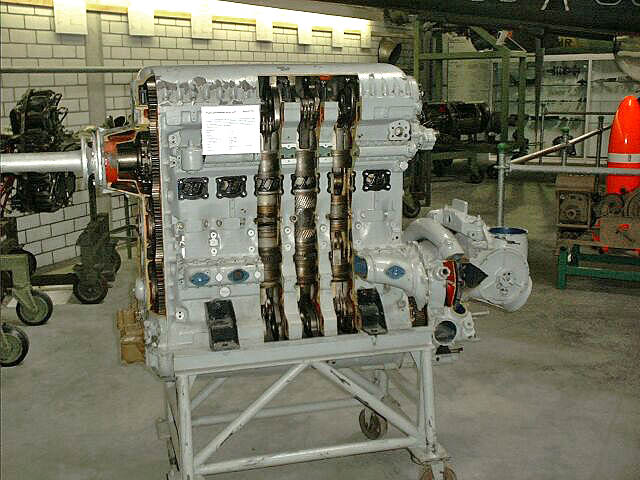
ユンカース Jumo 205 ディーゼルエンジン

ユンカース ユモ205 (Junkers Jumo 205) はユンカース・モトーレン社が開発した2ストローク対向ピストン式直列6気筒・12ピストンの液冷ディーゼルエンジンで、実用に供された数少ない航空用ディーゼルエンジンである。

## 概要
前作であるユモ 204ではこれ以上の性能向上は望めない事が明らかになり、1931年より後継機の製作が計画された。試作機はユモ5と呼ばれ、1932年12月1日から1933年春にかけて最初の試験が行なわれ、テストベッド機のフォッケウルフ A17に搭載された。
1934年よりユモ 205の設計を開始したが、実用化までに様々な問題を解決しなければならなかった。頻繁に発生したピストンの焼きつきに関してはピストンの金属の材質を変えた。また、上段ピストンのピストンリングは通常の役割と共に、圧縮の際に下部のピストンを受ける役割ももっていた。
本機についてドイツルフトハンザは耐久性の高さと、燃料消費の少なさに高い評価をしていたが、戦闘機に搭載した場合にはスロットル操作に対しての緩慢な反応や、トラブルの多さが問題となった。このため長距離飛行を伴う旅客機、偵察機や哨戒機に搭載された。
後にターボチャージャーとインタークーラーを備えたユモ 207Bに発展し、ユンカース Ju86P/R高高度偵察機に搭載されている。

## 主要諸元
ユンカース Jumo 205 A
- 形式：液冷対向ピストン型6気筒2行程式ディーゼルエンジン
- 筒径×行程：105 mm×160 mm×2
- 総排気量：16.62 L
- 全長：1,934mm
- 全幅：547  mm
- 全高：1,325 mm
- 乾燥重量：595 kg
- 燃料：直接噴射式
- 離昇出力：867 HP/2,800 rpm
- 公称出力：600 HP/2,200 rpm

## 各形式
- ユモ 5:試作機。出力は550 HP/2,100 rpm。
- ユモ 205A、B、C:1934年にユモ 205に改称。出力は600 HP/2,200 rpm。クランクシャフトに緩衝ダンパー付。
- ユモ 205D:空軍向け。出力は880 HP/2,800 rpm。
- ユモ 205E、G:ルフトハンザ向け。出力は700 HP/2,500 rpm。耐久時間が1,000時間となっている。

## 搭載機
- BV 138
- Ha 139
- Do 18
- Do 26
- Ju 86